# WABA Champions Cup
Il WABA Champions Cup, anche conosciuto tra il 2011 e il 2012 con il nome di  West Asian Basketball League (WABL), è stata una competizione internazionale di basket organizzata dalla West Asia Basketball Association, composto da squadre di club provenienti dalle nazioni dell'Asia Occidentale.
La competizione si è svolta la prima volta nella stagione 1998 ed è stata giocata con cadenza annuale fino al 2019. La competizione si svolgeva con cadenza annuale, generalmente verso il mese di ottobre ed in una unica sede dove venivano giocate tutte le partite. Il torneo prevedeva la partecipazione di un numero variabili di squadre e fungeva quasi sempre come torneo di qualificazione per la FIBA Asia Champions Cup.

## Albo d'Oro
| Anno | Sede             | Campione             | Risultato      | Secondo posto               | Terzo posto       |
| ---- | ---------------- | -------------------- | -------------- | --------------------------- | ----------------- |
| 1998 | Amman, Giordania | Al-Riyadi Beirut     | Niente playoff | Al Jazira Amman             | Zob Ahan Esfahan  |
| 1999 | Amman, Giordania | Orthodox             | Niente playoff | Al Quwa Al Jawiya           | Ibna Al-Quds      |
| 2000 | Damasco, Siria   | Al Wahda Damasco     | Niente playoff | Zob Ahan Esfahan            | Al Quwa Al Jawiya |
| 2001 | Damasco, Siria   | Al Wahda Damasco     | Niente playoff | Orthodox                    | Al Ittihad Aleppo |
| 2002 | Beirut, Libano   | Sagesse              | Niente playoff | Orthodox                    | Al Karkh SC       |
| 2003 | Tehran, Iran     | Sanam Tehran         | Niente playoff | Arena Basket                | Zob Ahan Esfahan  |
| 2004 | Damasco, Siria   | Sagesse              | Niente playoff | Al Wahda Damasco            | Sanam Tehran      |
| 2005 | Amman, Giordania | Sagesse              | Niente playoff | Saba Battery Tehran         | Fastlink Club     |
| 2006 | Nessuna sede     | Titolo non assegnato | Abortita       | Saba Battery Tehran Sagesse | Jalaa Aleppo      |
| 2007 | Aleppo, Siria    | Saba Battery Tehran  | 82–79          | Jalaa Aleppo                | Blue Stars Beirut |
| 2008 | Mahshahr, Iran   | Al-Riyadi Beirut     | 83–82 (OT)     | Saba Battery Tehran         | P. Bandar Imam    |
| 2009 | Amman, Giordania | Mahram Tehran        | 96–85          | Zain Club                   | Saba Mehr Tehran  |
| 2010 | Tehran, Iran     | Mahram Tehran        | Niente playoff | Jalaa Aleppo                | Zob Ahan Esfahan  |
| 2011 | Nessuna sede     | Al-Riyadi Beirut     | 3–2            | Jalaa Aleppo                | Mahram Tehran     |
| 2012 | Nessuna sede     | Mahram Tehran        | 3–2            | Al-Riyadi Beirut            |                   |
| 2013 | Duhok, Iraq      | Champville           | Niente playoff | Foo. Mah. Sepahan           | P. Bandar Imam    |
| 2014 | Tehran, Iran     | Mahram Tehran        | 90–73          | P. Bandar Imam              | ASU Sports Club   |
| 2016 | Amman, Giordania | P. Bandar Imam       | 70–68          | Al-Riyadi Beirut            | Azad Univ. Tehran |
| 2017 | Amman, Giordania | Al-Riyadi Beirut     | 83–69          | P. Bandar Imam              | Naft Abadan       |
| 2018 | Beirut, Libano   | P. Bandar Imam       | Niente playoff | Al-Riyadi Beirut            | Sareyyet Ramallah |
| 2019 | Baghdad, Iraq    | Chemidor Tehran      | Niente playoff | P. Bandar Imam              | Al-Naft           |

## Vittorie per squadra
| Squadra             | Vittorie                   | Secondi posti        | Terzi posti          |
| ------------------- | -------------------------- | -------------------- | -------------------- |
| Al-Riyadi Beirut    | 4 (1998, 2008, 2011, 2017) | 3 (2012, 2016, 2018) |                      |
| Mahram Tehran       | 4 (2009, 2010, 2012, 2014) |                      | 1 (2011)             |
| Sagesse             | 3 (2002, 2004, 2005)       | 1 (2006)             |                      |
| P. Bandar Imam      | 2 (2016, 2018)             | 3 (2014, 2017, 2019) | 2 (2008, 2013)       |
| Al Wahda Damasco    | 2 (2000, 2001)             | 1 (2004)             |                      |
| Saba Battery Tehran | 1 (2007)                   | 3 (2005, 2006, 2008) | 1 (2009)             |
| Orthodox            | 1 (1999)                   | 2 (2001, 2002)       |                      |
| Sanam Tehran        | 1 (2003)                   |                      | 1 (2004)             |
| CS Maristes         | 1 (2013)                   |                      |                      |
| Chemidor Tehran     | 1 (2019)                   |                      |                      |
| Jalaa Aleppo        |                            | 3 (2007, 2010, 2011) | 1 (2006)             |
| Zob Ahan Esfahan    |                            | 1 (2000)             | 3 (1998, 2003, 2010) |
| Al Quwa Al Jawiya   |                            | 1 (1999)             | 1 (2000)             |
| Zain Club           |                            | 1 (2009)             | 1 (2005)             |
| Al Jazira Amman     |                            | 1 (1998)             |                      |
| Arena Basket        |                            | 1 (2003)             |                      |
| Foo. Mah. Sepahan   |                            | 1 (2013)             |                      |
| Ibna Al-Quds        |                            |                      | 1 (1999)             |
| Al Ittihad Aleppo   |                            |                      | 1 (2001)             |
| Al Karkh SC         |                            |                      | 1 (2002)             |
| Blue Stars Beirut   |                            |                      | 1 (2007)             |
| ASU Sports Club     |                            |                      | 1 (2014)             |
| Azad Univ. Tehran   |                            |                      | 1 (2016)             |
| Naft Abadan         |                            |                      | 1 (2017)             |
| Sareyyet Ramallah   |                            |                      | 1 (2018)             |
| Al-Naft             |                            |                      | 1 (2019)             |